# Кленовиця
Кленови́ця (рос. Кленовица) — село у складі Орловського району Кіровської області, Росія. Входить до складу Орловського сільського поселення.
Населення становить 16 осіб (2010, 19 у 2002).
Національний склад станом на 2002 рік — росіяни 95 %.